# Turkmenistan op de Olympische Zomerspelen 2004
Turkmenistan nam deel aan de Olympische Zomerspelen 2004 in Athene, Griekenland. Het was de derde deelname en zoals ook op de vorige edities werd geen medaille gewonnen.

## Deelnemers & Resultaten
Atleet Nazar Begliyev liep een pr in zijn serie, waarin hij nog twee atleten achter zich liet met meer dan een seconde voorsprong. Svetlana Pessova sprong twee geldige sprongen, ze overbrugde de kortste afstand van het deelnemersveld. De bokser Aliasker Bashirov versloeg in de eerste ronde de EK-bronzenmedaillewinnaar van 2004. De gewichtheffer Umurbek Bazarbayev was de eerste sporter uit Turkmenistan die een top-achtklassering bereikte op de Olympische Spelen. Het Olympisch optreden van de judoka Nasiba Salayeva duurde minder dan drie en een halve minuut. Igor Pirekeev presteerde succesvol. Bij het onderdeel liggend bij de discipline kleinkalibergeweer driehoudingen was hij een van de vier deelnemers die een score van 399 (van maximaal 400) haalde. In de discipline kleinkalibergeweer liggend mist hij op één schot de finale. Zwemster Yelena Rojkova noteerde de slechtste tijd in de series van de 100 meter rugslag, terwijl zwemmer Hojamamed Hojamamedov nog elf deelnemers in tijd voorbleef.
 (m) = mannen, (v) = vrouwen 
| Sport         | Olympiër (deelname)   | Discipline                                  | Resultaat | Prestatie                                                                                          |
| ------------- | --------------------- | ------------------------------------------- | --------- | -------------------------------------------------------------------------------------------------- |
| Atletiek      | Nazar Begliyev        | 800 m (m)                                   | 63e tijd  | 1R serie 1: 1.49,64 pr (6e)                                                                        |
| Atletiek      | Svetlana Pessova      | verspringen (v)                             | 37e       | kwalificatie groep B: 5,64 m (18e)                                                                 |
| Boksen        | Aliasker Bashirov     | weltergewicht (tot 69 kg) (m)               | 1/8F      | 1/16F: won van Rolandas Jasevicius (Ltu) (54-21) 1/8F: verloor van Bakhtiyar Artayev (Kaz) (23-33) |
| Boksen        | Shohrat Kurbanov      | halfzwaargewicht (tot 81 kg) (m)            | 1/16F     | 1/16F: verloor van Ahmed Ismail (Egy) (22-44)                                                      |
| Gewichtheffen | Umurbek Bazarbayev    | tot 62 kg (m)                               | 7e        | 287,5 kg (trekken 130,0 / stoten 157,5)                                                            |
| Judo          | Nasiba Salayeva       | middensgewicht (tot 70 kg) (v)              | 1/16F     | 1/16F: verloor van Kate Howey (Gbr) (Morote-gari; ippon - 3.23)                                    |
| Schietsport   | Igor Pirekeev         | 50 m kleinkalibergeweer, drie houdingen (m) | 22e       | 1156 punten (liggend 399, staand 376, geknield 383)                                                |
| Schietsport   | Igor Pirekeev         | 50 m kleinkalibergeweer, liggend (m)        | 9e        | 594 punten                                                                                         |
| Zwemmen       | Hojamamed Hojamamedov | 50 m vrij (m)                               | 72e tijd  | series: 27,68                                                                                      |
| Zwemmen       | Yelena Rojkova        | 100 m rug (v)                               | 42e tijd  | series: 1.15,48                                                                                    |

Afghanistan · Albanië · Algerije · Amerikaanse Maagdeneilanden · Amerikaans-Samoa · Andorra · Angola · Antigua en Barbuda · Argentinië · Armenië · Aruba · Australië · Azerbeidzjan · Bahama's · Bahrein · Bangladesh · Barbados · België · Belize · Benin · Bermuda · Bhutan · Bolivia · Bosnië en Herzegovina · Botswana · Brazilië · Britse Maagdeneilanden · Brunei · Bulgarije · Burkina Faso · Burundi · Cambodja · Canada · Centraal-Afrikaanse Republiek · Chili · China · Chinees Taipei · Colombia · Comoren · Congo-Brazzaville · Congo-Kinshasa · Cookeilanden · Costa Rica · Cuba · Cyprus · Denemarken · Djibouti · Dominica · Dominicaanse Republiek · Duitsland · Ecuador · Egypte · El Salvador · Equatoriaal-Guinea · Eritrea · Estland · Ethiopië · Fiji · Filipijnen · Finland · Frankrijk · Gabon · Gambia · Georgië · Ghana · Grenada · Griekenland · Groot-Brittannië · Guam · Guatemala · Guinee · Guinee‑Bissau · Guyana · Haïti · Honduras · Hongarije · Hongkong · Ierland · IJsland · India · Indonesië · Irak · Iran · Israël · Italië · Ivoorkust · Jamaica · Japan · Jemen · Jordanië · Kaaimaneilanden · Kaapverdië · Kameroen · Kazachstan · Kenia · Kirgizië · Kiribati · Koeweit · Kroatië · Laos · Lesotho · Letland · Libanon · Liberia · Libië · Liechtenstein · Litouwen · Luxemburg · Macedonië · Madagaskar · Malawi · Malediven · Maleisië · Mali · Malta · Marokko · Mauritanië · Mauritius · Mexico · Micronesië · Moldavië · Monaco · Mongolië · Mozambique · Myanmar · Namibië · Nauru · Nederland · Nederlandse Antillen · Nepal · Nicaragua · Nieuw-Zeeland · Niger · Nigeria · Noord-Korea · Noorwegen · Oeganda · Oekraïne · Oezbekistan · Oman · Oostenrijk · Oost‑Timor · Pakistan · Palau · Palestina · Panama · Papoea-Nieuw-Guinea · Paraguay · Peru · Polen · Portugal · Puerto Rico · Qatar · Roemenië · Rusland · Rwanda · Saint Kitts en Nevis · Saint Lucia · Saint Vincent en Grenadines · Salomonseilanden · Samoa · San Marino · Sao Tomé en Principe · Saoedi-Arabië · Senegal · Servië en Montenegro · Seychellen · Sierra Leone · Singapore · Slovenië · Slowakije · Soedan · Somalië · Spanje · Sri Lanka · Suriname · Swaziland · Syrië · Tadzjikistan · Tanzania · Thailand · Togo · Tonga · Trinidad en Tobago · Tsjaad · Tsjechië · Tunesië · Turkije · Turkmenistan · Uruguay · Vanuatu · Venezuela · Verenigde Arabische Emiraten · Verenigde Staten · Vietnam · Wit-Rusland · Zambia · Zimbabwe · Zuid-Afrika · Zuid-Korea · Zweden · Zwitserland